# 柯氏鼠兔
柯氏鼠兔（学名：Ochotona koslowi）为鼠兔科鼠兔属的哺乳动物，是中国的特有物种。分布于新疆、西藏等地，多生活于山地。该物种的模式产地在原记录于西藏北部可能在昆仑山东段北麓。

## 保护
- 中国濒危动物红皮书等级：稀有